# Arhopalus exoticus
Arhopalus exoticus là một loài bọ cánh cứng trong họ Cerambycidae.